# شهرستان کالومت (ویسکانسین)
شهرستان کالومت، ویسکانسین (به انگلیسی: Calumet County, Wisconsin) یک سکونتگاه مسکونی در ایالات متحده آمریکا است که در ویسکانسین واقع شده‌است.

## خصوصیات
شهرستان کالومت ۱٬۰۲۸٫۲۳ کیلومترمربع مساحت دارد.